# Libertas Pallacanestro Livorno 1993-1994

## Stagione
Nella stagione 1993-1994, 
La Libertas Pallacanestro Livorno, sponsorizzata Baker Rum, arrivò al 14º posto in campionato, qualificandosi per i play-out, dove giunse al secondo posto, retrocedendo in A2. In Coppa Italia i livornesi si fermarono ai sedicesimi di finale. La stagione è stata l’ultima per la società nel professionismo. A causa di un'irregolarità nelle Fidejussioni presentate, venne esclusa dal successivo campionato di A2.

## Roster
Rosa della squadra
|  | Naz.                   | Ruolo | Sportivo               |  |  |  |  |
|  | ---------------------- | ----- | ---------------------- |  |  |  |  |
|  | Italia (bandiera)      |       | Stefano Attruia        |  |  |  |  |
|  | Italia (bandiera)      |       | Lauro Bon              |  |  |  |  |
|  | Italia (bandiera)      |       | Nicola Bonsignori      |  |  |  |  |
|  | Stati Uniti (bandiera) |       | Ricky Brown            |  |  |  |  |
|  | Stati Uniti (bandiera) |       | Tom Copa               |  |  |  |  |
|  | Italia (bandiera)      |       | Tullio De Piccoli      |  |  |  |  |
|  | Italia (bandiera)      |       | Vittorio Gallinari     |  |  |  |  |
|  | Italia (bandiera)      |       | Matteo Lanza           |  |  |  |  |
|  | Italia (bandiera)      |       | Luigi Mentasti         |  |  |  |  |
|  | Italia (bandiera)      |       | Gianmarco Pozzecco     |  |  |  |  |
|  | Stati Uniti (bandiera) |       | Michael Ray Richardson |  |  |  |  |
|  | Italia (bandiera)      |       | Massimo Sbaragli       |  |  |  |  |
|  | Serbia (bandiera)      |       | Nenad Trunić           |  |  |  |  |